# Esteri sintetici
Con il termine esteri sintetici si indicano basi lubrificanti prodotte tramite un processo di sintesi partendo da oli vegetali con determinate caratteristiche e alcoli / polialcoli selezionati.

## Caratteristiche
Queste basi, come detto, hanno provenienza da fonti rinnovabili esattamente come gli esteri naturali, ma, il fatto che vengano prodotti scegliendo l'acido grasso da far reagire con l'alcool preselezionato, rappresenta un punto di fondamentale importanza in quanto tale scelta sarà rivolta esclusivamente verso quelli privi di doppi legami carbonio (p.e. acido palmitico) o con un unico doppio legame (acido oleico).
Questa significativa e decisiva opzione fa sì che con gli esteri sintetici si possano formulare lubrorefrigeranti che garantiscono un'ottimale resistenza a calore e fenomeni ossidativi, in quanto è molto limitata la presenza di C=C attaccabili.
Per quanto concerne caratteristiche prettamente tecniche della lubrorefrigerazione nelle lavorazioni meccaniche, gli esteri sintetici offrono performance di lubrificazione nettamente superiori agli oli minerali. Disponendo infatti di molecole polari, queste si dispongono in modo tenace ed uniforme sulla superficie del pezzo meccanico, facilitandone così la lavorabilità da parte dell'utensile

## Uso
- Le straordinarie proprietà lubrificanti,
- Il profilo igienico sanitario nettamente migliore rispetto a qualsiasi base utilizzata per la produzione di lubrorefrigeranti,
- La grande resistenza nel tempo a fenomeni polimero-ossidativi,

rendono gli esteri sintetici le basi, ad oggi, più moderne e più performanti per la produzione di fluidi lubrorefrigeranti, sia interi che emulsionabili. Essi, inoltre, presentano un'ottimale grado di solvenza nei confronti degli additivi prestazionali di norma utilizzati nella formulazioni dei lubrorefrigeranti e, analogamente ad altre basi, è possibile scegliere tra diverse tipologie di estere sintetico in funzione della viscosità finale desiderata.

## Comparazione tecnica estere vs. basi petrolifere
La tabella sottostante riporta la comparazione di diversi valori tipici (chimico, chimico fisici, sicurezza, economici) tra:
- Esteri sintetici
- PAO (polialfaolfine, prodotti raffinati da sintesi petrolchimica)
- Oli minerali

| CARATTERISTICHE                                | OLI MINERALI A   | POLIALFAOLEFINE             | ESTERI DI SINTESI ORGANICA C                                  |
| ---------------------------------------------- | ---------------- | --------------------------- | ------------------------------------------------------------- |
| INDICE VISCOSITÀ                               | ≤100             | A + 30-40%                  | A + 80-100%                                                   |
| PUNTI INFIAMMABILITÀ °C                        | 120-240 °C       | A + 15-20%                  | A + 25-40%                                                    |
| PUNTO DI FUMO °C                               | 80-160 °C        | A + 15%                     | A + 40%                                                       |
| VOLATILITÀ TGA %                               | 5-50             | A - 10%                     | A - 30%                                                       |
| RESIDUO CARBONIOSO % MASSA                     | 0,2 ÷ 3          | 0,2 ÷ 1                     | 0,2 ÷ 1                                                       |
| CONTENUTO DI ZOLFO %                           | < 1              | 0                           | 0                                                             |
| PROPRIETÀ EP-AW                                | bassa            | bassa                       | buona                                                         |
| SCHIUMOSITÀ                                    | modesta/discreta | bassa                       | bassa                                                         |
| BIODEGRADABILITÀ                               | no               | no                          | sì                                                            |
| TOSSICITÀ: TLV mg/m³                           | > 1 < 5          | = 5                         | ≥ 10 (STIMA)                                                  |
| AROMATICI, NAFTENICI, IPA                      | sì               | no                          | no                                                            |
| ODORE                                          | caratteristico   | quasi inodore               | da inodore a tipico                                           |
| DENSITÀ Kg/l                                   | ~ 0,90           | 0,80 ÷ 0,90                 | 0,85 ÷ 0,95                                                   |
| N° DI IODIO (resistenza all'ossidazione)       | > 20             | < 1                         | > 0,1 < 120                                                   |
| RESISTENZA ALL'IDROLISI                        | discreta         | buona                       | modesta                                                       |
| MISCELABILITÀ CON ADDITIVI EP-AW               | buona            | modesta                     | buona                                                         |
| COSTO €/Kg                                     | ~ 0,90           | ≥ (A x 5)                   | ≥ (A x 3)                                                     |
| IMPOSTA DI CONSUMO (da aggiungere al costo/Kg) | sì               | sì                          | no                                                            |
| COMPATIBILITÀ GUARNIZIONI/VERNICI              | buona            | restringono/usare solo EPOX | bassa viscosità potrebbero rigonfiare usare solo EPOX e VITON |
| SMALTIMENTO CONSORZIO OLI ESAUSTI/COSTO        | sì / variabile   | sì / variabile              | sì / DL 22/97                                                 |

## Considerazioni formulative
Grande attenzione è riposta nella selezione degli esteri che vanno a sostituire gli oli minerali o derivati petrolchimici per formulare oli da taglio non solubili in acqua per lavorazioni metalliche in asportazione truciolo o deformazione plastica. Nella selezione sono privilegiati quegli esteri che a pari viscosità hanno una maggiore resistenza alla degradazione per ossidazione termo catalitica.
Pari attenzione è riposta nella selezione degli esteri che vanno a sostituire gli oli minerali o i derivati petrolchimici per formulare oli da taglio disperdibili in acqua per lavorazioni metal meccaniche in asportazione truciolo. Nella selezione sono privilegiati quegli esteri che a pari viscosità avranno una maggiore resistenza alla idrolisi in ambiente basico.